# Csáky Károly (politikus)
Körösszegi és adorjáni gróf Csáky Károly (Szepesmindszent, 1873. április 10. – Budapest, 1945. április 30.) magyar tábornok, honvédelmi miniszter a Bethlen-kormányban, Csáky Albin fia.

## Élete
A Ludovika Akadémia és a bécsi hadiiskola elvégzése után, 1894-ben vezérkari szolgálatra osztották be. 1907-től a honvéd központi lovasiskola tanáraként működött, 1910-ben a Honvédelmi Minisztériumba helyezték át, ahol a honvéd lovassági felügyelő vezérkari főnöke lett. Az első világháború kitörése után az orosz frontra került, ahol még abban az évben megsebesült, felgyógyulása után a honvédelmi minisztériumban osztották be, ezredesi rangban. 1917-ben újra kiküldték a frontra, ahol a bukovinai harcokban vett részt. A háború befejezte után, 1919-ben, mikor kikiáltották a Tanácsköztársaságot, nyugdíjba vonult. 1923-ban a Bethlen-kormányban elvállalta a honvédelmi miniszteri tárcát. 1924-ben altábornaggyá, 1927-ben lovassági tábornokká léptették elő. Honvédelmi miniszterként támogatta az Antant vizsgáló bizottsága működésének a beszüntetését, valamint fedezte az országba irányuló fegyvercsempészetet. Egy szélsőjobboldali katonai puccs érdekében támogatta az ausztriai Heimwehrt is. 1929. október 10-én lemondott tárcájáról, ezt követően még egy évig Egységes Párti képviselő volt, 1930-ban azonban végleg visszavonult a politikai élettől.